# La Poterie-au-Perche
La Poterie-au-Perche är en kommun i departementet Orne i regionen Normandie i nordvästra Frankrike. Kommunen ligger i kantonen Tourouvre som tillhör arrondissementet Mortagne-au-Perche. År 2018 hade La Poterie-au-Perche 136 invånare.

## Befolkningsutveckling
Antalet invånare i kommunen La Poterie-au-Perche
| Referens: INSEE |